# Calcio ai Giochi della XVIII Olimpiade - Convocazioni

## Gruppo A

### Iran
Allenatore:  Hossein Fekri
| N. | Pos. | Giocatore                    | Data nascita (età)         | Pres. | Squadra     |
| -- | ---- | ---------------------------- | -------------------------- | ----- | ----------- |
| 1  | P    | Aziz Asli                    | 4 aprile 1937 (27 anni)    |       | Daraei      |
| 2  | D    | Mansour Amirasefi            | 19 luglio 1933 (31 anni)   |       | Kian        |
| 3  | C    | Ali Mirzaei                  | 9 ottobre 1942 (22 anni)   |       |             |
| 4  | D    | Mostafa Arab                 | 13 agosto 1941 (23 anni)   |       | Oghab       |
| 5  | D    | Hassan Habibi                | 7 febbraio 1939 (25 anni)  |       | PAS Teheran |
| 6  | C    | Ebrahim Latifi               | 27 gennaio 1939 (25 anni)  |       | Shoah       |
| 7  | A    | Abdollah Saedi               | 24 agosto 1942 (22 anni)   |       |             |
| 8  | A    | Kambozia Jamali              | 9 luglio 1938 (26 anni)    |       | Taj         |
| 9  | C    | Jalal Talebi                 | 23 marzo 1942 (22 anni)    |       | Taj         |
| 10 | C    | Gholam Hossein Nourian       | 16 marzo 1935 (29 anni)    |       | Daraei      |
| 11 | A    | Mohammad Hossein Khodaparast | 27 maggio 1938 (26 anni)   |       |             |
| 12 | A    | Karam Nayyerloo              | 19 marzo 1943 (21 anni)    |       | Taj         |
| 13 | C    | Gholam Hossein Fanaei        | 14 maggio 1942 (22 anni)   |       |             |
| 14 | A    | Fariborz Esmaeili            | 1º luglio 1940 (24 anni)   |       | Taj         |
| 15 | D    | Dariush Mostafavi            | 8 settembre 1944 (20 anni) |       | Taj         |
| 16 | C    | Parviz Ghelichkhani          | 4 dicembre 1945 (18 anni)  |       | Kian        |
| 17 | P    | Mohammad Eslam               | 5 maggio 1932 (32 anni)    |       | Taj         |

### Messico
Allenatore:  Ignacio Trelles
| N. | Pos. | Giocatore             | Data nascita (età)          | Pres. | Squadra           |
| -- | ---- | --------------------- | --------------------------- | ----- | ----------------- |
| 1  | P    | Ignacio Calderón      | 13 dicembre 1943 (20 anni)  |       | Guadalajara       |
| 2  | D    | Carlos José Gutiérrez | 31 marzo 1939 (25 anni)     |       | Pumas UNAM        |
| 3  | D    | Carlos Albert         | 10 luglio 1943 (21 anni)    |       | Necaxa            |
| 4  | D    | Guillermo Hernández   | 25 giugno 1942 (22 anni)    |       | Atlas             |
| 5  | D    | Miguel Galván         | 23 giugno 1937 (27 anni)    |       | Necaxa            |
| 6  | C    | José Luis González    | 14 settembre 1942 (22 anni) |       | Pumas UNAM        |
| 7  | C    | Felipe Ruvalcaba      | 16 febbraio 1941 (23 anni)  |       | Oro               |
| 8  | C    | Javier Fragoso        | 19 aprile 1942 (22 anni)    |       | América           |
| 9  | A    | Ernesto Cisneros      | 26 ottobre 1940 (23 anni)   |       | CD Zacatepec      |
| 10 | A    | Raúl Chávez           | 4 marzo 1939 (25 anni)      |       | Monterrey         |
| 11 | P    | Alejandro Mollinedo   | 7 gennaio 1942 (22 anni)    |       | Pumas UNAM        |
| 12 | D    | Efraín Loza           | 10 gennaio 1939 (25 anni)   |       | León              |
| 13 | C    | Raúl Arellano         | 17 gennaio 1939 (25 anni)   |       | Cruz Azul         |
| 14 | C    | Pablo López           | 4 dicembre 1939 (24 anni)   |       | Deportivo Morelia |
| 15 | A    | José Luis Aussín      | 20 gennaio 1942 (22 anni)   |       | Veracruz          |
| 16 | C    | Roberto Escalante     | 4 giugno 1940 (24 anni)     |       | Atlante           |
| 17 | C    | Mario Ayala           | 10 agosto 1942 (22 anni)    |       | América           |
| 18 | A    | Albino Morales        | 30 maggio 1940 (24 anni)    |       | Toluca            |

### Romania
Allenatore:  Silviu Ploeșteanu
| N. | Pos. | Giocatore           | Data nascita (età)          | Pres. | Squadra             |
| -- | ---- | ------------------- | --------------------------- | ----- | ------------------- |
| 1  | P    | Ilie Datcu          | 20 luglio 1937 (27 anni)    |       | Dinamo Bucarest     |
| 2  | D    | Ilie Greavu         | 19 luglio 1937 (27 anni)    |       | Rapid Bucarest      |
| 3  | D    | Ion Nunweiller      | 9 gennaio 1936 (28 anni)    |       | Dinamo Bucarest     |
| 4  | D    | Bujor Hălmăgeanu    | 14 febbraio 1941 (23 anni)  |       | Petrolul Ploiești   |
| 5  | C    | Emerich Jenei       | 22 marzo 1937 (27 anni)     |       | Steaua Bucarest     |
| 6  | D    | Dan Coe             | 8 settembre 1941 (23 anni)  |       | Rapid Bucarest      |
| 7  | A    | Sorin Avram         | 29 marzo 1943 (21 anni)     |       | Steaua Bucarest     |
| 8  | A    | Gheorghe Constantin | 14 dicembre 1932 (31 anni)  |       | Steaua Bucarest     |
| 9  | C    | Ion Ionescu         | 5 aprile 1938 (26 anni)     |       | Rapid Bucarest      |
| 10 | C    | Constantin Kosza    | 17 settembre 1939 (25 anni) |       | Steaua Bucarest     |
| 11 | A    | Carol Crăiniceanu   | 1º febbraio 1939 (25 anni)  |       | Steaua Bucarest     |
| 12 | P    | Marin Andrei        | 22 ottobre 1940 (23 anni)   |       | Rapid Bucarest      |
| 13 | D    | Mircea Petescu      | 15 maggio 1943 (21 anni)    |       | Steaua Bucarest     |
| 14 | D    | Dumitru Ivan        | 14 maggio 1938 (26 anni)    |       | Dinamo Bucarest     |
| 15 | C    | Emil Petru          | 28 settembre 1939 (25 anni) |       | Dinamo Bucarest     |
| 16 | C    | Nicolae Georgescu   | 1º gennaio 1936 (28 anni)   |       | Rapid Bucarest      |
| 17 | A    | Ion Pîrcălab        | 5 novembre 1941 (22 anni)   |       | Dinamo Bucarest     |
| 18 | A    | Emil Dumitriu       | 5 novembre 1942 (21 anni)   |       | Dinamo Bucarest     |
| 19 | C    | Cornel Pavlovici    | 2 aprile 1942 (22 anni)     |       | Steaua Bucarest     |
| 20 | P    | Stere Adamache      | 17 agosto 1941 (23 anni)    |       | Steagul Roșu Brașov |

### Squadra Unificata Tedesca
Allenatore:  Károly Sós
| N. | Pos. | Giocatore            | Data nascita (età)          | Pres. | Squadra            |
| -- | ---- | -------------------- | --------------------------- | ----- | ------------------ |
| 1  | P    | Jürgen Heinsch       | 4 luglio 1940 (24 anni)     |       | Empor Rostock      |
| 2  | D    | Klaus Urbanczyk      | 4 giugno 1940 (24 anni)     |       | Chemie Halle       |
| 3  | D    | Manfred Walter       | 31 luglio 1937 (27 anni)    |       | Chemie Lipsia      |
| 4  | D    | Manfred Geisler      | 3 marzo 1941 (23 anni)      |       | SC Lipsia          |
| 5  | D    | Klaus-Dieter Seehaus | 6 ottobre 1942 (22 anni)    |       | Empor Rostock      |
| 6  | C    | Werner Unger         | 4 maggio 1931 (33 anni)     |       | Vorwärts Berlino   |
| 7  | D    | Herbert Pankau       | 4 ottobre 1941 (23 anni)    |       | Empor Rostock      |
| 8  | D    | Peter Rock           | 16 dicembre 1941 (22 anni)  |       | Motor Jena         |
| 9  | C    | Gerhard Körner       | 20 settembre 1941 (23 anni) |       | Vorwärts Berlino   |
| 10 | A    | Wolfgang Barthels    | 23 novembre 1940 (23 anni)  |       | Empor Rostock      |
| 11 | C    | Dieter Engelhardt    | 18 agosto 1938 (26 anni)    |       | SC Lipsia          |
| 12 | A    | Gerd Backhaus        | 8 settembre 1942 (22 anni)  |       | Lokomotive Stendal |
| 13 | A    | Bernd Bauchspieß     | 10 ottobre 1939 (25 anni)   |       | Chemie Lipsia      |
| 14 | A    | Henning Frenzel      | 3 maggio 1942 (22 anni)     |       | SC Lipsia          |
| 15 | A    | Otto Fräßdorf        | 5 febbraio 1942 (22 anni)   |       | Vorwärts Berlino   |
| 16 | C    | Jürgen Nöldner       | 22 febbraio 1941 (23 anni)  |       | Vorwärts Berlino   |
| 17 | C    | Klaus Lisiewicz      | 2 febbraio 1943 (21 anni)   |       | Chemie Lipsia      |
| 18 | A    | Eberhard Vogel       | 8 aprile 1943 (21 anni)     |       | Karl-Marx-Stadt    |
| 19 | A    | Hermann Stöcker      | 6 gennaio 1938 (26 anni)    |       | Magdeburgo         |
| 20 | P    | Horst Weigang        | 30 settembre 1940 (24 anni) |       | SC Lipsia          |

## Gruppo B

### Jugoslavia
Allenatore:  Ljubomir Lovrić
| N. | Pos. | Giocatore         | Data nascita (età)          | Pres. | Squadra         |
| -- | ---- | ----------------- | --------------------------- | ----- | --------------- |
| 1  | P    | Ivan Ćurković     | 15 marzo 1944 (20 anni)     |       | Partizan        |
| 2  | D    | Mirsad Fazlagić   | 4 aprile 1943 (21 anni)     |       | Sarajevo        |
| 3  | D    | Svetozar Vujović  | 3 marzo 1940 (24 anni)      |       | Sarajevo        |
| 4  | D    | Rudolf Belin      | 4 novembre 1942 (21 anni)   |       | Dinamo Zagabria |
| 5  | D    | Milan Čop         | 5 ottobre 1938 (26 anni)    |       | Stella Rossa    |
| 6  | C    | Jovan Miladinović | 30 gennaio 1939 (25 anni)   |       | Partizan        |
| 7  | A    | Spasoje Samardžić | 20 maggio 1942 (22 anni)    |       | OFK Belgrado    |
| 8  | A    | Slaven Zambata    | 24 settembre 1940 (24 anni) |       | Dinamo Zagabria |
| 9  | C    | Ivica Osim        | 6 maggio 1941 (23 anni)     |       | Željezničar     |
| 10 | C    | Lazar Lemić       | 20 settembre 1937 (27 anni) |       | Željezničar     |
| 11 | A    | Dragan Džajić     | 30 maggio 1946 (18 anni)    |       | Stella Rossa    |
| 12 | P    | Zlatko Škorić     | 27 luglio 1941 (23 anni)    |       | Dinamo Zagabria |
| 13 | D    | Živorad Jevtić    | 27 dicembre 1943 (20 anni)  |       | Stella Rossa    |
| 14 | D    | Lazar Radović     | 13 novembre 1937 (26 anni)  |       | Partizan        |
| 15 | D    | Marijan Brnčić    | 23 luglio 1940 (24 anni)    |       | Trešnjevka      |
| 16 | A    | Đorđe Pavlić      | 28 agosto 1938 (26 anni)    |       | Vojvodina       |
| 17 | A    | Josip Pirmajer    | 14 febbraio 1944 (20 anni)  |       | Partizan        |
| 18 | A    | Silvester Takač   | 8 novembre 1940 (23 anni)   |       | Vojvodina       |

### Marocco
Allenatore:  Mohamed Massoun
| N. | Pos. | Giocatore               | Data nascita (età)         | Pres. | Squadra          |
| -- | ---- | ----------------------- | -------------------------- | ----- | ---------------- |
| 1  | P    | Allal Ben Kassou        | 1º gennaio 1941 (23 anni)  |       | FAR Rabat        |
| 2  | D    | Abdellah Kastaiani      | 1º gennaio 1939 (25 anni)  |       | FAR Rabat        |
| 3  | D    | Mustapha Fahim          | 1º gennaio 1938 (26 anni)  |       | Wydad Casablanca |
| 4  | D    | Abdelrazak Nijam        | 1º gennaio 1941 (23 anni)  |       |                  |
| 5  | D    | Amar Ben Siffedine      | 1º gennaio 1938 (26 anni)  |       | FAR Rabat        |
| 6  | D    | Moulay Idriss Khanoussi | 1º gennaio 1939 (25 anni)  |       | Maghreb Fès      |
| 7  | C    | Sadni Nafai             | 1º gennaio 1940 (24 anni)  |       |                  |
| 8  | C    | Mohamed Lamari          | 1º gennaio 1937 (27 anni)  |       | FAR Rabat        |
| 9  | A    | Abdelkader Mohamed      | 1º gennaio 1935 (29 anni)  |       | FAR Rabat        |
| 10 | C    | Driss Bamous            | 15 dicembre 1942 (21 anni) |       | FAR Rabat        |
| 11 | A    | Ali Ben Dayan           | 1º gennaio 1943 (21 anni)  |       |                  |
| 12 | P    | Ahmed Laghrissi         | 1º gennaio 1937 (27 anni)  |       | Maghreb Fès      |
| 13 | D    | Abdelghani El Mansouri  | 1º gennaio 1942 (22 anni)  |       |                  |
| 14 | C    | Abdelkader Mokhtatif    | 1º gennaio 1934 (30 anni)  |       | FAR Rabat        |
| 15 | C    | Mohammed Sahraoui       | 1º gennaio 1942 (22 anni)  |       | Wydad Casablanca |
| 16 | A    | Abdelkader Mourchid     | 1º gennaio 1937 (27 anni)  |       |                  |
| 17 | A    | Mohamed Kenzedine       | 1º gennaio 1939 (25 anni)  |       |                  |
| 18 | A    | Ali Bouachra            | 8 settembre 1940 (24 anni) |       |                  |

### Ungheria
Allenatore:  Lajos Baróti
| N. | Pos. | Giocatore          | Data nascita (età)          | Pres. | Squadra      |
| -- | ---- | ------------------ | --------------------------- | ----- | ------------ |
| 1  | P    | Antal Szentmihályi | 13 giugno 1939 (25 anni)    |       | Vasas        |
| 2  | C    | Tibor Csernai      | 3 dicembre 1938 (25 anni)   |       | Tatabánya    |
| 3  | D    | Dezső Novák        | 3 febbraio 1939 (25 anni)   |       | Ferencváros  |
| 4  | D    | Benő Káposzta      | 7 giugno 1942 (22 anni)     |       | Újpest       |
| 5  | D    | Árpád Orbán        | 14 marzo 1938 (26 anni)     |       | Győri ETO    |
| 6  | D    | Kálmán Ihász       | 6 marzo 1941 (23 anni)      |       | Vasas        |
| 7  | D    | Gusztáv Szepesi    | 17 luglio 1939 (25 anni)    |       | Tatabánya    |
| 8  | D    | Károly Palotai     | 11 settembre 1935 (29 anni) |       | Győri ETO    |
| 9  | C    | István Nagy        | 14 aprile 1939 (25 anni)    |       | MTK Budapest |
| 10 | A    | György Nagy        | 30 luglio 1942 (22 anni)    |       | Honvéd       |
| 11 | C    | Imre Komora        | 5 giugno 1940 (24 anni)     |       | Honvéd       |
| 12 | C    | Zoltán Varga       | 1º gennaio 1945 (19 anni)   |       | Ferencváros  |
| 13 | A    | Ferenc Bene        | 17 dicembre 1944 (19 anni)  |       | Újpest       |
| 14 | A    | Antal Dunai        | 21 marzo 1943 (21 anni)     |       | Pécs         |
| 15 | A    | János Farkas       | 27 marzo 1942 (22 anni)     |       | Vasas        |
| 16 | A    | Sándor Katona      | 21 febbraio 1943 (21 anni)  |       | Honvéd       |
| 17 | A    | Pál Orosz          | 25 gennaio 1934 (30 anni)   |       | Ferencváros  |
| 18 | C    | Ferenc Nógrádi     | 15 novembre 1940 (23 anni)  |       | Honvéd       |
| 19 | P    | József Gelei       | 29 giugno 1938 (26 anni)    |       | Tatabánya    |

## Gruppo C

### Brasile
Allenatore:  Vicente Feola
| N. | Pos. | Giocatore        | Data nascita (età)         | Pres. | Squadra      |
| -- | ---- | ---------------- | -------------------------- | ----- | ------------ |
| 1  | P    | Florisvaldo      | 9 maggio 1943 (21 anni)    |       | Botafogo     |
| 2  | D    | Mura             | 4 febbraio 1944 (20 anni)  |       | Botafogo     |
| 3  | D    | Zé Luiz          | 5 luglio 1943 (21 anni)    |       | Fluminense   |
| 4  | D    | Valdez           | 10 febbraio 1943 (21 anni) |       | Fluminense   |
| 5  | D    | Adevaldo         | 16 agosto 1943 (21 anni)   |       | Botafogo     |
| 6  | C    | Íris             | 12 febbraio 1942 (22 anni) |       | Fluminense   |
| 7  | C    | Roberto Miranda  | 31 luglio 1944 (20 anni)   |       | Botafogo     |
| 8  | A    | Zé Roberto       | 31 maggio 1945 (19 anni)   |       | San Paolo    |
| 9  | A    | Aladim           | 15 maggio 1937 (27 anni)   |       | Bangu        |
| 10 | C    | Ivo Soares       | 16 dicembre 1938 (25 anni) |       | Flamengo     |
| 11 | A    | Caravetti        | 4 febbraio 1945 (19 anni)  |       | Palmeiras    |
| 12 | P    | Hélio Dias       | 19 dicembre 1943 (20 anni) |       | Botafogo     |
| 13 | D    | Riva             | 4 maggio 1944 (20 anni)    |       | Fluminense   |
| 14 | D    | Dimas Filgueiras | 13 maggio 1944 (20 anni)   |       | Botafogo     |
| 16 | A    | Humberto         | 20 giugno 1945 (19 anni)   |       | Botafogo     |
| 17 | A    | Mattar           | 24 novembre 1944 (19 anni) |       | Comercial-SP |
| 18 | A    | Tito             | 15 marzo 1943 (21 anni)    |       | Fluminense   |
| 19 | C    | Elizeu           | 17 ottobre 1945 (18 anni)  |       | Santos       |
| 20 | A    | Othom            | 18 dicembre 1943 (20 anni) |       | Botafogo     |
| 21 | A    | Nélio            | 8 dicembre 1943 (20 anni)  |       | Fluminense   |

### Cecoslovacchia
Allenatore:  Rudolf Vytlačil
| N. | Pos. | Giocatore           | Data nascita (età)          | Pres. | Squadra                         |
| -- | ---- | ------------------- | --------------------------- | ----- | ------------------------------- |
| 1  | P    | František Schmucker | 28 gennaio 1940 (24 anni)   |       | Spartak ZJS Brno                |
| 2  | D    | Anton Urban         | 16 gennaio 1934 (30 anni)   |       | Slovan CHZJD Bratislava         |
| 3  | D    | Vladimír Weiss      | 21 settembre 1939 (25 anni) |       | Slovnaft Bratislava             |
| 4  | D    | Zdeněk Pičman       | 23 gennaio 1933 (31 anni)   |       | Spartak Hradec Králové          |
| 5  | D    | Josef Vojta         | 19 aprile 1935 (29 anni)    |       | Spartak Praga Sokolovo          |
| 6  | C    | Ján Geleta          | 13 settembre 1943 (21 anni) |       | Dukla Praga                     |
| 7  | A    | Ľudovít Cvetler     | 17 settembre 1938 (26 anni) |       | Slovan CHZJD Bratislava         |
| 8  | C    | Ivan Mráz           | 24 maggio 1941 (23 anni)    |       | Spartak Praga Sokolovo          |
| 9  | C    | Karel Lichtnégl     | 30 agosto 1936 (28 anni)    |       | Spartak ZJS Brno                |
| 10 | A    | Vojtech Masný       | 8 luglio 1938 (26 anni)     |       | [[Futbalový Klub AS Trenčín\|]] |
| 11 | A    | František Valošek   | 12 luglio 1937 (27 anni)    |       | Baník Ostrava                   |
| 12 | C    | Karel Knesl         | 8 aprile 1942 (22 anni)     |       | Dukla Praga                     |
| 13 | D    | Štefan Matlák       | 6 febbraio 1934 (30 anni)   |       | Slovan CHZJD Bratislava         |
| 14 | C    | Karel Nepomucký     | 20 luglio 1939 (25 anni)    |       | Dynamo Praga                    |
| 15 | C    | František Knebort   | 19 gennaio 1944 (20 anni)   |       | ČKD Praha                       |
| 16 | A    | Jan Brumovský       | 26 giugno 1937 (27 anni)    |       | Dukla Praga                     |
| 21 | P    | Anton Švajlen       | 3 dicembre 1937 (26 anni)   |       | VSS Košice                      |

### Corea del Sud
Allenatore:  Chung Kook-Chin
| N. | Pos. | Giocatore        | Data nascita (età)          | Pres. | Squadra                |
| -- | ---- | ---------------- | --------------------------- | ----- | ---------------------- |
| 1  | P    | Ham Heung-Cheol  | 17 novembre 1930 (33 anni)  |       | Daehan Tungsten        |
| 2  | D    | Kim Jung-Suk     | 1º ottobre 1939 (25 anni)   |       | Università della Corea |
| 3  | D    | Kim Hong-Bok     | 4 marzo 1935 (29 anni)      |       | Goldstar Weaving       |
| 4  | D    | Kim Sam-Rak      | 19 giugno 1940 (24 anni)    |       | Università Yonsei      |
| 5  | A    | Cha Tae-Sung     | 8 ottobre 1934 (30 anni)    |       | Goldstar Weaving       |
| 6  | C    | Kim Young-Bae    | 10 gennaio 1941 (23 anni)   |       | KEPCO                  |
| 7  | C    | Lee Yi-Woo       | 18 febbraio 1941 (23 anni)  |       | Goldstar Weaving       |
| 8  | C    | Huh Yoon-Jung    | 30 settembre 1936 (28 anni) |       | Korea Coal Corporation |
| 9  | A    | Woo Sang-Kwon    | 2 febbraio 1926 (38 anni)   |       | Provost Marshal Office |
| 10 | A    | Cho Yoon-Ok      | 25 febbraio 1940 (24 anni)  |       | Daehan Tungsten        |
| 11 | A    | Cho Sung-Dal     | 8 dicembre 1935 (28 anni)   |       | KEPCO                  |
| 12 | D    | Lee Woo-Bong     | 8 giugno 1935 (29 anni)     |       | KEPCO                  |
| 13 | C    | Kim Jung-Nam     | 28 gennaio 1943 (21 anni)   |       | Università della Corea |
| 14 | D    | Park Seung-Ok    | 28 gennaio 1938 (26 anni)   |       | Daehan Tungsten        |
| 15 | C    | Kim Chan-Ki      | 30 dicembre 1932 (31 anni)  |       | Korea Coal Corporation |
| 16 | C    | Yoo Kwang-Joon   | 7 marzo 1932 (32 anni)      |       | Korea Coal Corporation |
| 17 | C    | Cha Kyung-Bok    | 10 gennaio 1938 (26 anni)   |       | Provost Marshal Office |
| 18 | A    | Kim Duk-Joong    | 29 aprile 1940 (24 anni)    |       | KEPCO                  |
| 19 | P    | Chung Yeong-Hwan | 7 dicembre 1938 (25 anni)   |       | KEPCO                  |

### Rep. Araba Unita
Allenatore:  Josef Vandler
| N. | Pos. | Giocatore               | Data nascita (età)          | Pres. | Squadra                |
| -- | ---- | ----------------------- | --------------------------- | ----- | ---------------------- |
| 1  | P    | Aly Korshed             | 11 dicembre 1937 (26 anni)  |       | Ghazl El-Mehalla       |
| 2  | P    | Mohamed Redha           | 9 novembre 1939 (24 anni)   |       | Al-Ittihad Alessandria |
| 3  | C    | Moustafa Riyadh         | 5 aprile 1941 (23 anni)     |       | Al-Masry               |
| 4  | A    | Nabil Nosseir           | 11 ottobre 1938 (26 anni)   |       | Zamalek                |
| 5  | C    | Mohammed Seddik         | 14 aprile 1940 (24 anni)    |       | Al-Ahly                |
| 6  | C    | Khalil Shahin           | 2 marzo 1942 (22 anni)      |       | Al-Masry               |
| 7  | D    | Amin El-Esnawi          | 23 giugno 1936 (28 anni)    |       | Al-Ittihad Alessandria |
| 8  | D    | Ahmed Gad               | 8 marzo 1940 (24 anni)      |       | Zamalek                |
| 9  | D    | Amin Darwish            | 20 marzo 1942 (22 anni)     |       | Ismaily                |
| 10 | D    | Yaken Zaki Hussain      | 12 settembre 1934 (30 anni) |       | Zamalek                |
| 11 | C    | Raafat Attia            | 6 febbraio 1934 (30 anni)   |       | Zamalek                |
| 12 | D    | Rifaat El-Fanagili      | 1º maggio 1936 (28 anni)    |       | Al-Ahly                |
| 13 | A    | Mahmoud Hassan          | 19 novembre 1943 (20 anni)  |       | Tersana                |
| 14 | A    | Farouk El-Sayed         | 18 ottobre 1944 (19 anni)   |       | El-Olympi              |
| 15 | C    | Abdel-Latif El-Sherbini | 26 luglio 1937 (27 anni)    |       | Al-Ahly                |
| 16 | A    | Taha Ismail             | 8 febbraio 1939 (25 anni)   |       | Al-Ahly                |
| 17 | D    | Mohamed Qotb            | 16 marzo 1938 (26 anni)     |       | Zamalek                |
| 18 | A    | Ali Etman               | 6 giugno 1941 (23 anni)     |       | Al-Sekka Al-Hadid      |
| 19 | C    | Mohamed Abdelfattah     | 24 maggio 1935 (29 anni)    |       | Al-Masry               |
| 20 | A    | El-Sayed El-Tabbakh     | 3 novembre 1940 (23 anni)   |       | Al-Qanat               |

## Gruppo D

### Argentina
Allenatore:  Ernesto Duchini
| N. | Pos. | Giocatore               | Data nascita (età)          | Pres. | Squadra            |
| -- | ---- | ----------------------- | --------------------------- | ----- | ------------------ |
| 1  | P    | Agustín Cejas           | 22 marzo 1945 (19 anni)     |       | Racing Club        |
| 2  | D    | Andrés Bertolotti       | 1º settembre 1943 (21 anni) |       | Chacarita Juniors  |
| 3  | D    | Otto Sesana             | 16 luglio 1943 (21 anni)    |       | Rosario Central    |
| 4  | D    | Horacio Moráles         | 27 giugno 1943 (21 anni)    |       | Racing Club        |
| 5  | D    | Miguel Ángel Mori       | 17 maggio 1943 (21 anni)    |       | Independiente      |
| 6  | D    | Roberto Perfumo         | 3 ottobre 1942 (22 anni)    |       | Racing Club        |
| 7  | C    | Ricardo Pérez           | 23 agosto 1944 (20 anni)    |       | Argentinos Juniors |
| 8  | C    | José Malleo             | 29 gennaio 1944 (20 anni)   |       | Rosario Central    |
| 9  | A    | Carlos Alberto Bulla    | 6 ottobre 1943 (21 anni)    |       | Rosario Central    |
| 10 | A    | Néstor Manfredi         | 22 agosto 1942 (22 anni)    |       | Rosario Central    |
| 11 | A    | Héctor Ochoa            | 5 luglio 1942 (22 anni)     |       | Atlanta            |
| 12 | P    | José Miguel Marín       | 15 maggio 1943 (21 anni)    |       | Vélez Sarsfield    |
| 13 | C    | Juan Carlos Sconfianza  | 13 luglio 1943 (21 anni)    |       | San Lorenzo        |
| 14 | A    | Emilio Pazos            | 24 luglio 1945 (19 anni)    |       | Atlanta            |
| 15 | D    | Francisco Brandán       | 8 maggio 1940 (24 anni)     |       | All Boys           |
| 16 | C    | Antonio Roberto Cabrera | 17 ottobre 1943 (20 anni)   |       | Atlanta            |
| 17 | C    | Juan Risso              | 3 settembre 1942 (22 anni)  |       | Gimnasia (LP)      |
| 18 | A    | Juan Carlos Domínguez   | 3 novembre 1943 (20 anni)   |       | River Plate        |
| 19 | A    | Miguel Ángel Tojo       | 9 luglio 1943 (21 anni)     |       | Ferro Carril Oeste |

### Ghana
Allenatore:  Charles Gyamfi
| N. | Pos. | Giocatore              | Data nascita (età)          | Pres. | Squadra          |
| -- | ---- | ---------------------- | --------------------------- | ----- | ---------------- |
| 1  | P    | Edward Dodoo Ankrah    | 8 marzo 1934 (30 anni)      |       | Real Republicans |
| 2  | D    | Sam Acquah             | 10 luglio 1943 (21 anni)    |       | Eleven Wise      |
| 3  | D    | Emmanuel Oblitey       | 5 febbraio 1934 (30 anni)   |       | Real Republicans |
| 4  | D    | Ben Acheampong         | 2 febbraio 1939 (25 anni)   |       | Asante Kotoko    |
| 5  | D    | Charles Addo Odametey  | 23 febbraio 1937 (27 anni)  |       | Hearts of Oak    |
| 6  | C    | Emmanuel Kwesi Nkansah | 15 ottobre 1941 (22 anni)   |       |                  |
| 7  | C    | Osei Kofi              | 3 giugno 1942 (22 anni)     |       | Asante Kotoko    |
| 8  | C    | Wilberforce Mfum       | 28 agosto 1936 (28 anni)    |       | Asante Kotoko    |
| 9  | A    | Edward Aggrey-Fynn     | 24 novembre 1934 (29 anni)  |       | Hearts of Oak    |
| 10 | A    | Edward Acquah          | 23 luglio 1935 (29 anni)    |       | Eleven Wise      |
| 11 | C    | Kofi Pare              | 28 novembre 1938 (25 anni)  |       | Real Republicans |
| 12 | D    | Abdul Ramonu Gibirine  | 14 agosto 1940 (24 anni)    |       |                  |
| 13 | P    | Addoquaye Laryea       | 10 gennaio 1936 (28 anni)   |       | Hearts of Oak    |
| 14 | C    | Kwame Atta             | 22 novembre 1935 (28 anni)  |       | Brong Ahafo Utd  |
| 15 | A    | Gladstone Ofori        | 8 ottobre 1943 (21 anni)    |       | Real Republicans |
| 16 | D    | Samuel Anum Okai       | 6 giugno 1936 (28 anni)     |       |                  |
| 17 | A    | Joseph Agyemang-Gyau   | 3 giugno 1939 (25 anni)     |       | Real Republicans |
| 18 | A    | Muhamad Salisu         | 10 settembre 1934 (30 anni) |       | Asante Kotoko    |
| 19 | P    | Kofi Anoi              | 21 settembre 1942 (22 anni) |       |                  |
| 20 | A    | Frank Odoi             | 23 febbraio 1943 (21 anni)  |       | Great Olympics   |
| 21 | A    | Joseph Adjei           | 3 novembre 1935 (28 anni)   |       | Asante Kotoko    |

### Giappone
Allenatore:  Dettmar Cramer
| N. | Pos. | Giocatore           | Data nascita (età)          | Pres. | Squadra             |
| -- | ---- | ------------------- | --------------------------- | ----- | ------------------- |
| 1  | P    | Tsukasa Hosaka      | 3 marzo 1937 (27 anni)      |       | Furukawa Electric   |
| 2  | D    | Hiroshi Katayama    | 28 maggio 1940 (24 anni)    |       | Mitsubishi HI       |
| 3  | D    | Masakatsu Miyamoto  | 4 luglio 1938 (26 anni)     |       | Waseda Daigaku      |
| 4  | D    | Ryūzō Hiraki        | 7 ottobre 1931 (33 anni)    |       | Furukawa Electric   |
| 5  | D    | Yoshitada Yamaguchi | 28 settembre 1944 (20 anni) |       | Hitachi Head Office |
| 6  | D    | Ryōzō Suzuki        | 20 settembre 1939 (25 anni) |       | Hitachi Head Office |
| 7  | D    | Hisao Kami          | 28 giugno 1941 (23 anni)    |       | Nippon Steel        |
| 8  | D    | Mitsuo Kamata       | 16 dicembre 1937 (26 anni)  |       | Furukawa Electric   |
| 9  | D    | Kiyoshi Tomizawa    | 3 dicembre 1943 (20 anni)   |       | Nippon Steel        |
| 10 | C    | Aritatsu Ogi        | 10 dicembre 1942 (21 anni)  |       | Toyo Kogyo          |
| 11 | C    | Takaji Mori         | 24 novembre 1943 (20 anni)  |       | Waseda Daigaku      |
| 12 | A    | Saburō Kawabuchi    | 3 dicembre 1936 (27 anni)   |       | Furukawa Electric   |
| 13 | A    | Shigeo Yaegashi     | 24 marzo 1933 (31 anni)     |       | Furukawa Electric   |
| 14 | A    | Masashi Watanabe    | 11 gennaio 1936 (28 anni)   |       | Nippon Steel        |
| 15 | A    | Kunishige Kamamoto  | 15 aprile 1944 (20 anni)    |       | Waseda Daigaku      |
| 16 | C    | Teruki Miyamoto     | 26 dicembre 1940 (23 anni)  |       | Nippon Steel        |
| 17 | C    | Shōzō Tsugitani     | 25 giugno 1940 (24 anni)    |       | Mitsubishi HI       |
| 18 | A    | Ryūichi Sugiyama    | 4 luglio 1941 (23 anni)     |       | Mitsubishi HI       |
| 21 | P    | Kenzō Yokoyama      | 21 gennaio 1943 (21 anni)   |       | Rikkyō University   |